# Argiope caesarea
Argiope caesarea — вид павуків-колопрядів з всесвітньо поширеного роду Argiope. Великі, яскраво забарвлені самиці більші в декілька разів за дрібних самців. Живиться великими комахами. Отрута слабка, для людини безпечні. Поширені у Південній та Східній Азії.
Цей вид належить до групи Argiope aetherea